# كاتدرائية سيينا

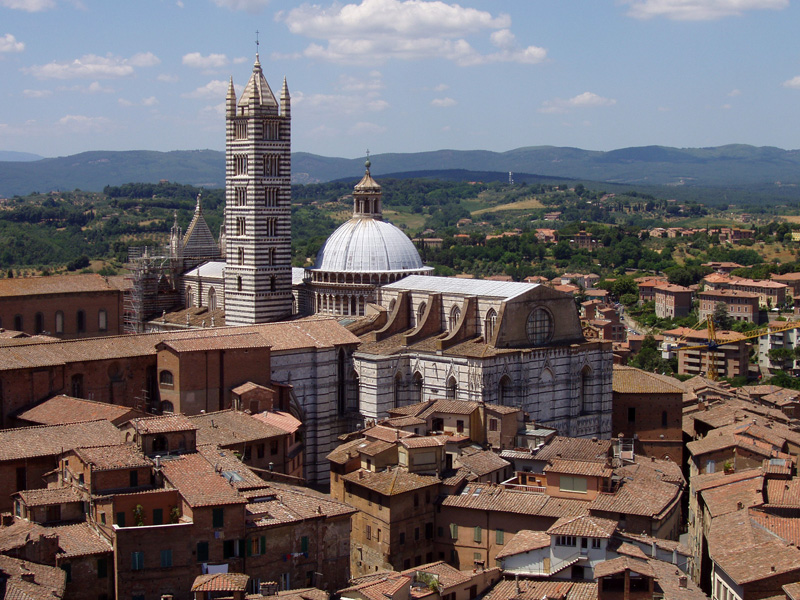
كاتدرائية سيينا.

كاتدرائية سيينا (بالإيطالية: Duomo di Siena)‏ مخصصة من أيامها الأولى ككنيسة مريمية للرومان الكاثوليك والآن لسانتا ماريا أسونتا (قداسة مريم العذراء) وهي كنيسة من القرون الوسطى في سيينا وسط إيطاليا.